# 비시냐노의 시몬
비시냐노의 시몬(이탈리아어: Simon von Bisignano)은 12세기 70년대에 볼로냐에서 교회법을 교수하였다. 시몬에 대하여 알려져 있는 바는 적으며 그의 공적을 폄하하는 내용도 있다. 정확한 출생년월일 사망일과 활동에 관하여는 잘 알려져 있지 않다.
비시냐노는 남부 이탈리아의 소도시로서 최근까지 시몬이 그 도시 출신임을 모르고 있었다. 비시냐노는 시몬의 시대에 이미 주교좌였고 시몬은 그 도시에서의 사건들을 저작에 이용하였다. 그의 생애에 대하여는 알 수 없다. 디플로바타치우스, 판치롤리, 사르티 등의 저자도 또한 그에 대한 보고를 하지 않고 있다. 슐테는 주장하기를 그가 그라티아누스의 제자라고 한다.. 시몬에 관한 사료를 가리키는 자료는 사실상 없다고 해도 과언이 아니다. 그의 저작으로는 《그라티아누스 교령집》 (Decretum Gratiani) 주석과 《시몬의 숨마》(Summa Simonis)이 있다. 그에 관한 문헌도 적다. 대부분의 문헌은 20세기에서 씌어졌으며 독창적인 내용의 거의 없다.
대표적인 연구자로는 슐테(v. Schulte), 융커(Juncker), 바이간트(von Weigand) 등이 있다. 1869년 이전에는 시몬에 관하여 거의 논의가 이루어지지 않았다. 다만 1831년에 작성된 밤베르크 공공 도서관의 필사본 목록에 따르면 그가 한 그라티아누스 교령집 숨마의 저자로 언급되고 있다.

## 저작
- Glossen zum Dekret Gratians: Joseph Juncker, ZRGKA 15 1926 326-500
- Handschriften: cfr. , Repertorium der Kanonistik, Città del Vaticano 1937) 12 und 148-49

## 참고 문헌
- Stephan Kuttner, Bernardus Compostellanus Antiquus, Traditio 1 (1943) 281n12 *Summa decretorum: [Anonymer Abdruck der Vorrede] La Porte du Theil in: Notices et extraits des Manuscrits de la Bibliothèque Nationale 6 (9. Jahrgang) ... Paris 1787ff.
- Johann Friedrich Ritter v. Schulte, Sitzungsberichte der kaiserlichen Akademie ... (WSB) 63 1869 319-20
- Josef Juncker, ZRG Kan. Abt. 15 (1926) 326-500; Kuttner, Repertorium, s.u.